# François Bayle
François Bayle (Tamatave, 27 aprile 1932) è un compositore francese di musica elettronica e acusmatica.

## Biografia
Bayle trascorse la sua infanzia in Madagascar e nelle Isole Comore prima di trasferirsi a Bordeaux, dove completò i suoi studi. Dopo aver inizialmente composto brani per strumenti tradizionali, l'artista si convertì alla musica elettroacustica di Pierre Schaeffer.  Nel 1958, Bayle si unì al Groupe de recherches musicales (GRM) mentre, durante l'anno seguente, studiò con Olivier Messiaen. Durante i primi anni 1960, Bayle frequentò i corsi estivi di Darmstadt con Karlheinz Stockhausen. Nel 1966, il compositore francese divenne direttore del GRM e, durante gli anni 1970, Bayle fu responsabile dell'integrazione dello studio di registrazione francese nel neonato Institut national de l'audiovisuel (INA). Nel 1974, Bayle brevettò l'"orchestra di altoparlanti" Acousmonium all'interno del GRM. Nel 1997, Bayle lasciò il GRM e inaugurò un suo studio di registrazione privato, il Magison. Durante la sua carriera, l'artista perfezionò varie tecnologie sonore (Syter, GRM-Tools, Acousmograph). Nel 2006, Bayle ottenne il dottorato honoris causa da parte dell'Istituto di Musicologia presso la Facoltà di Filosofia dell'Università di Colonia.

## Composizioni (elenco parziale)
- 1967 – Espaces Inhabitables
- 1970 – Jeîta Ou Murmure Des Eaux
- 1970-73 – L’Expérience Acoustique
- 1972 – Divine Comedie
- 1974 – Grande Polyphonie
- 1978 – Tremblement De Terre Très Doux
- 1982 – Les Couleurs De La Nuit
- 1985 – Motion-Emotion
- 1988 – Théâtre D’Ombres
- 1990-92 – Fabulæ
- 2002 – La Forme De L’Esprit Est Un Papillon
- 2010 – Rien N’Est Réel
- 2015 – Figures sans origine